# 電池列表
電池列表將儘量列出所有类型的電池，並列出別名以方便查考，易混淆的項目附加簡要說明。

## 依產生電力的方式區分

### 濕電池
- 原電池（一次電池、拋棄式電池）
  - 伏打電池 （Voltaic Pile）
  - 丹尼爾電池 （Daniell cell）
  - 勒克朗舍電池 （Leclanché cell）
- 蓄電池（可充電電池、二次電池）
  - 鉛酸蓄電池，又名鉛蓄電池
    - 非封閉式（傳統型，需保持液面高度，不足時需加蒸餾水）
    - 密封式（Sealed，外殼密封，不需也不能加水）

### 乾電池
- 拋棄式電池 （一次電池、不可充電電池、原電池）
  - 碳鋅電池，又名錳鋅電池、鋅-二氧化錳電池、鋅錳電池，有時也被簡稱錳乾電池
  - 鹼錳電池，鹼性錳鋅電池的簡稱，通常簡稱鹼性電池
  - 鋰電池，使用鋰的電池，依化學成分又可分為很多種，詳見條目。
編號開頭CR的常見一次性鋰電池是鋰錳電池，即鋰-二氧化錳電池。不同於鋰充電電池。
  - 鋅空氣電池，又名鋅氧電池，有時簡稱鋅空電池，極為少數的情況被稱鋅電池
  - 鋅汞電池，通常稱水銀電池
  - 氫氧電池，這裡指的是氫氧化鎳鹼性電池的商品名稱，不是氫氧燃料電池
  - 鎂錳電池
  - 氧化銀電池
- 可充電電池 （二次電池）
  - 鎳鎘電池（Ni-Cd）
  - 鎳鐵電池
  - 鎳氫電池（Ni-MH）
  - 鋰離子電池（Li-Ion）
    - 鋰離子氧化鈷鋰電池
    - 鋰離子聚合物電池
    - 磷酸鐵鋰電池
    - 鎳鈷錳酸鋰
    - 鎳鈷鋁酸鋰
    - 鈦酸鋰電池

  - 鋁離子電池
  - 鉀離子電池
  - 鈉離子電池
  - 鈉硫電池
  - 銀鋅電池，化學反應與氧化銀電池相同，但電池製作不同
  - 金屬空氣電池
    - 鋰空氣電池
    - 鍺空氣電池
    - 鈣空氣電池
    - 鐵空氣電池
    - 矽空氣電池
    - 鋅空氣電池
    - 錫空氣電池
    - 鈉空氣電池
    - 鈹空氣電池

  - 可充電鹼性電池
  - 超鐵電池

### 燃料電池
- 鹼性燃料電池 （氫氧燃料電池）
- 磷酸燃料電池（英语：Phosphoric acid fuel cell）
- 質子交換膜燃料電池
- 熔融碳酸鹽燃料電池（英语：Molten carbonate fuel cell）
- 固態氧化物燃料電池
- 直接甲醇燃料電池
- 微生物燃料電池

### 放射物電池
- 核電池
- 射線電池

### 液流電池
- 全釩氧化還原液流電池

## 依電池的尺寸區分

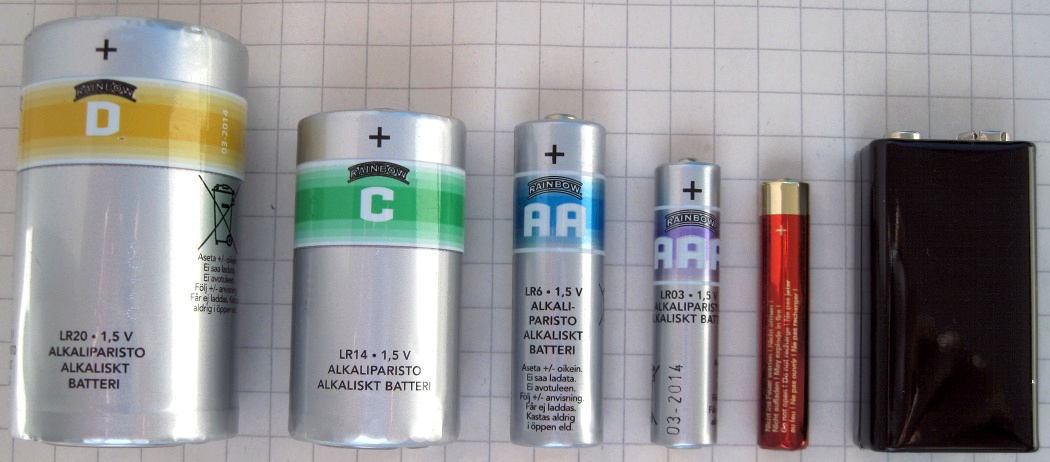
常見乾電池，左起：D、C、AA、AAA、AAAA、9V電池

圓柱形（皆為1.5伏特）
| 外形 （英文代號） | 台灣編號 | 中國大陆編號 | 港澳稱呼 | IEC編號（碳鋅） | IEC編號（鹼性） | 其他編號 （碳鋅） | 其他編號 （鹼性） | 附註                 |
| ----------------- | -------- | ------------ | -------- | --------------- | --------------- | ----------------- | ----------------- | -------------------- |
| D                 | 一號電池 | 1号电池      | 大電     | R20P, R20S      | LR20            | UM1               | AM1               | P=高功率型, S=標準型 |
| C                 | 二號電池 | 2号电池      | 中電     | R14P, R14S      | LR14            | UM2               | AM2               | P=高功率型, S=標準型 |
| AA                | 三號電池 | 5号电池      | 細電     | R6P, R6S        | LR6             | UM3               | AM3               | P=高功率型, S=標準型 |
| AAA               | 四號電池 | 7号电池      | 3A電     | R03             | LR03            | UM4               | AM4               |                      |
| N                 | 五號電池 | 8号电池      | （無）   | R1              | LR1             |                   |                   |                      |
| AAAA              | 六號電池 | 9号电池      | （無）   | 無              | LR8D425         |                   |                   | 尺寸接近R61          |

方形
- 9伏特電池